# Peter Elstner

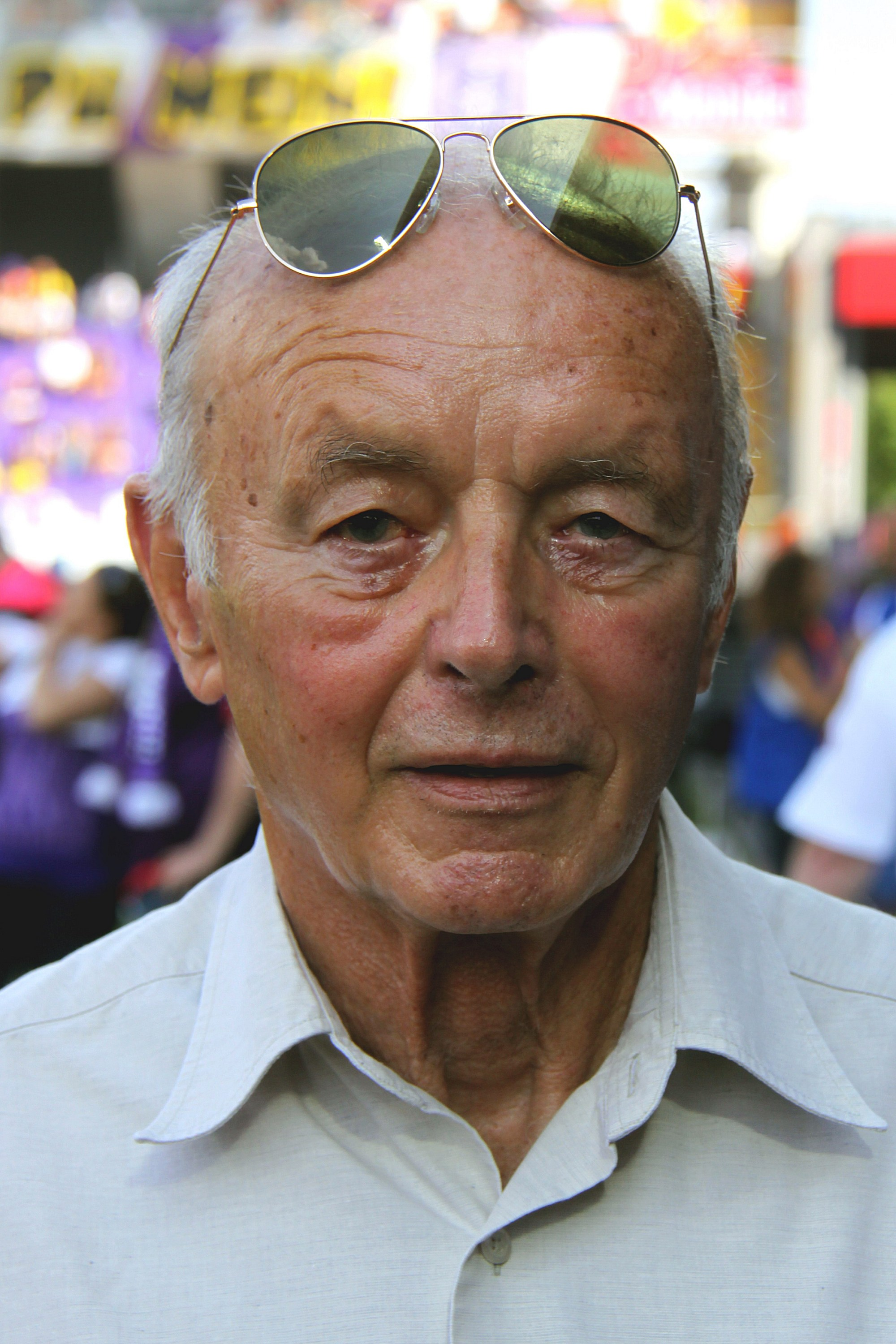
Peter Elstner (2013)

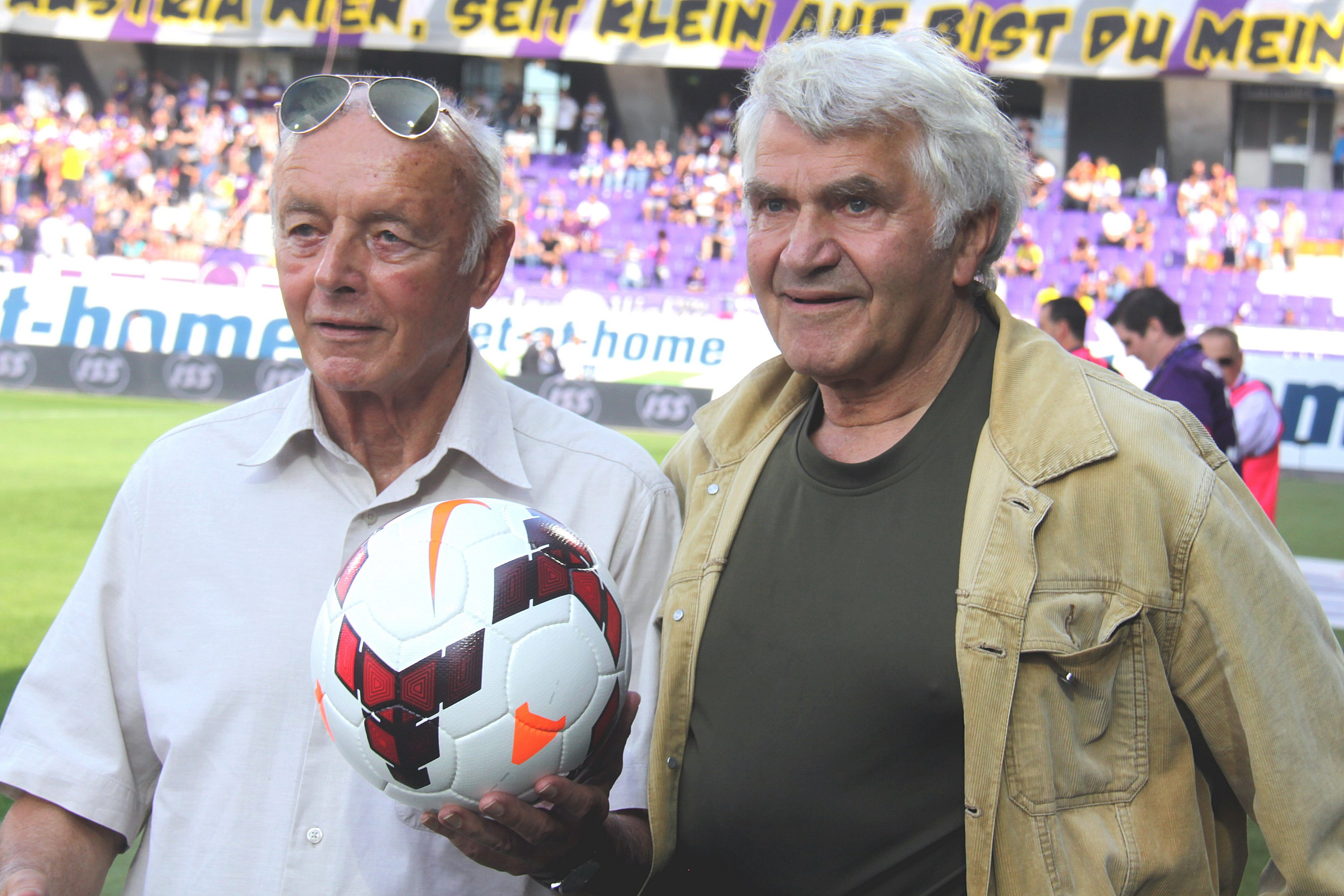
Peter Elstner mit Sigi Bergmann (2013)

Peter Elstner (* 12. April 1940 in Wien; † 20. Juni 2021 ebenda) war ein österreichischer Sportredakteur des Österreichischen Rundfunks.

## Leben
Peter Elstner besuchte die Schule gemeinsam mit Heinz Prüller. Als 22-Jähriger begann er, für die österreichische Tageszeitung Express zu arbeiten. In den 1970er Jahren fing er an, beim ORF zu arbeiten, 1980 übernahm er im ORF die Leitung der Sendung Fußball, die am frühen Samstagabend im FS2 (ORF2) ausgestrahlt wurde. Anschließend war Elstner als freier Journalist tätig. Der begeisterte Musiker, der auch Gesang studierte, arbeitete ab 1975 als Kommentator und gehörte ab 1978 der ORF-Sportredaktion an. In seiner langjährigen Karriere kommentierte er viele Fußball-Welt- und Europameisterschaften. Außerdem war er als Reporter bei Skispringen bei den Olympischen Spielen eingesetzt. 2001 ging er in den Ruhestand, 2004 gab er ein Comeback auf ATV. Bis 2018 war Elstner Medientrainer beim SK Rapid Wien.
Peter Elstner präsentierte viele Großereignisse als Kommentator. Weniger bekannt sind seine Auftritte als Musiker und in verschiedenen ORF-Sendungen (Tohuwabohu). Bis zu seinem Tod war der ehemalige Rapid-Mediencoach gemeinsam mit seinem Freund Sigi Bergmann im Kuratorium der Opernfestspiele St. Margarethen für das Casting der Musiker zuständig.
Im Jahre 2001 wurde ein von Peter Elstner gestalteter Videofilm veröffentlicht, und in der Publikation des ÖFB 100 Jahre Fußball in Österreich findet die Schülerliga in einem ausführlichen Artikel Berücksichtigung.
Im Herbst 2019 präsentierte Elstner sein Buch Pepi, lass mi eine in Erinnerung an die Szenen, die sich nach dem 3:0-Triumph Österreichs im entscheidenden WM-Qualifikationsspiel gegen die DDR am 15. November 1989 abspielten. Damals ließen alle ÖFB-Verantwortlichen inklusive Teamchef Josef Hickersberger den live auf Sendung befindlichen Peter Elstner die Kabine nicht betreten.
Im Alter von 81 Jahren verunglückte Peter Elstner im Juni 2021 tödlich nach einem Sprung in die Neue Donau. Nach letztem Ermittlungsstand ist Elstner nicht, wie anfangs angenommen, in die Neue Donau gesprungen, sondern von einem Steg hineingegangen und hat sich nach kurzer Zeit nicht mehr über Wasser halten können. Sein Grab befindet sich auf dem Evangelischen Friedhof Matzleinsdorf.
Elstner war von 1998 bis 2008 mit der österreichischen TV- und Radio-Moderatorin Barbara Stöckl liiert.

## Publikationen
- Schwalben und andere schräge Vögel. Geschichten und Pointen aus der Welt des Fußballs. Ueberreuter, Wien 2011, ISBN 978-3800075157.
- Pepi, lass mi eine …! Ein Rückblick in Sport-Anekdoten. Seifert Verlag, Wien 2019, ISBN 978-3902924759.
- Boti, bitte steh auf …! Unterhaltsames und Unbekanntes aus dem Spitzensport. Seifert Verlag, Wien 2020, ISBN 978-3904123099.